# حكومة نجلاء بودن
حكومة نجلاء بودن هي حكومة تونسية يترأسها نجلاء بودن أول رئيسة حكومة في تونس والوطن العربي. وهي أول حكومة تؤدي اليمين الدستورية (11 أكتوبر 2021) دون مرورها على البرلمان أو الحصول على موافقته.

## التكوين
في 25 يوليو 2021، أصدر الرئيس قيس سعيد أمرا رئاسيا إستنادا إلى الفصل 80 من الدستور، أقال فيه حكومة هشام المشيشي وجمّد إختصاصات مجلس النواب.
في ليلة 23-24 أغسطس، أعلنت رئاسة الجمهورية تمديد وقف مجلس النواب إلى أجل غير مسمى. في 22 سبتمبر، صادق سعيد بمرسوم على تمديد القرارات وحل الهيئة المؤقتة المسؤولة عن الرقابة على دستورية مشاريع القوانين، ويقرر تعليق الرواتب والمزايا الممنوحة لرئيس مجلس نواب الشعب وأعضائه، ويمنح نفسه الحق في الحكم بمرسوم، واستعادة السلطة التشريعية بحكم الأمر الواقع.
لاقت هذه القرارات إنتقاد معظم الأحزاب، بما في ذلك التيار الديمقراطي والنهضة. في 26 سبتمبر، تظاهر ما لا يقل عن 3000 شخص، معظمهم من أنصار حركة النهضة وائتلاف الكرامة، ضد قراراته.
في 29 سبتمبر، أصدر الرئيس تعليماته لنجلاء بودن بتشكيل حكومة جديدة. وبذلك تصبح رائدة في البلاد كما في العالم العربي. وفي 11 أكتوبر، أدت حكومة بودن «الخالية من التواجد الحزبي» اليمين الدستورية بقصر قرطاج دون مرورها على المناقشة أو «منح الثقة» أمام البرلمان بسبب تجميد إختصاصاته.

## تركيبة الحكومة

### الوزراء
| الصورة | الحقيبة الوزارية                                | الاسم                  | الحزب  |
| ------ | ----------------------------------------------- | ---------------------- | ------ |
|        | رئيسة الحكومة التونسية                          | نجلاء بودن رمضان       | مستقلة |
|        | وزيرة العدل                                     | ليلى جفّال              | مستقلة |
|        | وزير الدفاع الوطني                              | عماد مميش              | مستقل  |
|        | وزير الداخلية                                   | توفيق شرف الدين        | مستقل  |
|        | وزير الشؤون الخارجية والهجرة والتونسيين بالخارج | عثمان الجرندي          | مستقل  |
|        | وزيرة المالية                                   | سهام البوغديري نمصية   | مستقلة |
|        | وزير التربية                                    | فتحي السلاوتي          | مستقل  |
|        | وزير الاقتصاد والتخطيط                          | سمير سعيّد              | مستقل  |
|        | وزير الصحة                                      | علي مرابط              | مستقل  |
|        | وزير الفلاحة والصيد البحري والموارد المائية     | محمود إلياس حمزة       | مستقل  |
|        | وزير تكنولوجيات الاتصال                         | نزار بن ناجي           | مستقل  |
|        | وزير الشؤون الاجتماعية                          | مالك الزاهي            | مستقل  |
|        | وزير النقل                                      | ربيع المجيدي           | مستقل  |
|        | وزير أملاك الدولة والشؤون العقارية              | محمد الرقيق            | مستقل  |
|        | وزير الشؤون الدينية                             | إبراهيم الشائبي        | مستقل  |
|        | وزيرة الأسرة والمرأة والطفولة وكبار السن        | آمال بلحاج موسى        | مستقلة |
|        | وزيرة التجارة وتنمية الصادرات                   | فضيلة الرابحي بن حمزة  | مستقلة |
|        | وزيرة الصناعة والمناجم والطاقة                  | نائلة نويرة القنجي     | مستقلة |
|        | وزير السياحة والصناعات التقليدية                | محمد المعز بلحسين      | مستقل  |
|        | وزيرة التجهيز والإسكان                          | سارة الزعفراني الزنزري | مستقلة |
|        | وزيرة البيئة                                    | ليلى الشيخاوي          | مستقلة |
|        | وزير التعليم العالي والبحث العلمي               | منصف بوكثير            | مستقل  |
|        | وزيرة الشؤون الثقافية                           | حياة قطاط القرمازي     | مستقلة |
|        | وزير التشغيل والتكوين المهني                    | نصر الدين النصيبي      | مستقل  |
|        | وزير الشباب والرياضة                            | كمال دقيش              | مستقل  |

### كتاب الدولة
| الصورة | الحقيبة الوزارية                                                                      | الاسم      | الحزب  |
| ------ | ------------------------------------------------------------------------------------- | ---------- | ------ |
|        | كاتبة دولة لدى وزير الشؤون الخارجية والهجرة والتونسيين بالخارج، مكلفة بالتعاون الدولي | عائدة حمدي | مستقلة |

## التعديلات الوزارية
في 7 يناير 2023، أقال الرئيس قيس سعيد وزيرة التجارة وتنمية الصادرات فضيلة الرابحي من منصبها وعين كلثوم بن رجب وزيرة للتجارة. وفي 30 يناير 2023، أجرى الرئيس قيس سعيد تحويرا وزاريا آخر، أقال خلاله وزيري الفلاحة والتربية، محمود إلياس حمزة وفتحي السلاوتي، وعين خلفا لهما كل من عبد المنعم بلعاتي وزيرا للفلاحة والموارد المائية والصيد البحري ومحمد علي البوغديري وزيرا للتربية. بعد ذلك بأيام، أعلنت الرئاسة التونسية إنهاء مهام وزير الخارجية عثمان الجرندي، الثلاثاء 7 فبراير 2023، وتعيين نبيل عمّار خلفا له. وفي 22 فبراير 2023، أنهى الرئيس سعيد مهام وزير التشغيل نصر الدين النصيبي ولم يعين من يخلفه. وفي 17 مارس 2023، أعلن وزير الداخلية توفيق شرف الدين استقالته من منصبه ليقرر رئيس الدولة تعيين كمال الفقي وزيرا للداخلية.